# Сборная Хорватии по регби
Сборная Хорватии по регби представляет Хорватию в международных соревнованиях по регби-15 высшего уровня. Команда, выступающая с 1992 года, управляется Хорватским регбийным союзом. В сезоне 2012/14 хорваты играют в дивизионе 2A Кубка европейских наций.

## История
7 ноября 1992 года команда выиграла у Словении (35:3), а 28 ноября — у Боснии и Герцеговины (47:3). В следующем году коллектив одержал победы над Австрией и Венгрией. Затем последовала игра с итальянцами, в которой балканцы крупно уступили (11:76). Сезон завершился победой над Марокко и проигрышем в матче с Испанией.
В следующем году хорваты выиграли в трёх матчах из пяти. Команда проиграла Украине и Люксембургу, но смогла взять реванш у регбистов карликового государства в 1995 году. В 1996—1997 годах югославы одержали ряд побед, в том числе над Израилем, Норвегией, Болгарией, Латвией и Молдавией. Опытным грузинским регбистам хорваты проиграли со счётом 15:29. С 1997 по 2000 год команда выиграла десять раз в одиннадцати встречах, уступив только Нидерландам.
В 2001—2002 годах хорваты выиграли пять встреч подряд. Отборочный турнир к чемпионату мира 2007 года сборная начала в третьем раунде, но была выбита из борьбы латышами и андоррцами. По состоянию на 9 сентября 2019 года сборная занимает 47-е место в мировом рейтинге Международного совета регби.

## Известные игроки
Сборную представляют в том числе регбисты Австралии, Новой Зеландии и ЮАР, имеющие хорватские корни. Первым подданным Новой Зеландии, сыгравшим за хорватскую сборную в 1995 году, стал Брендон Уинслоу. Энтони Поса выступал за команду в 1996—2003 годах. На клубном уровне Поса представлял шотландский клуб «Глазго Хатчесонс Алойзианс» и английский коллектив «Беверли». Франо Ботика, игрок первой сборной Новой Зеландии, имеет и опыт выступлений за балканскую сборную. Аналогичным образом сложилась международная карьера Мэттью Купера, выступавшего примерно в те же годы, что и Ботика. Отец игрока сборной Англии Дэна Лагера — Дарко Лагер — имеет хорватское происхождение. Некоторую связь с хорватским сообществом имеет бывший капитан новозеландцев Шон Фицпатрик.

## Результаты
По состоянию на 7 марта 2013 года.
| Соперник             | Матчи | Победы | Поражения | Ничьи | Доля побед |
| -------------------- | ----- | ------ | --------- | ----- | ---------- |
| Австрия              | 4     | 4      | 0         | 0     | 100 %      |
| Андорра              | 4     | 3      | 1         | 0     | 75 %       |
| Бельгия              | 4     | 2      | 2         | 0     | 70 %       |
| Болгария             | 1     | 1      | 0         | 0     | 100 %      |
| Босния и Герцеговина | 3     | 3      | 0         | 0     | 100 %      |
| Венгрия              | 4     | 4      | 0         | 0     | 100 %      |
| Германия             | 4     | 2      | 1         | 1     | 50 %       |
| Грузия               | 1     | 0      | 1         | 0     | 0 %        |
| Дания                | 5     | 4      | 0         | 1     | 80 %       |
| Израиль              | 1     | 1      | 0         | 0     | 100 %      |
| Испания              | 2     | 0      | 1         | 1     | 0 %        |
| Италия               | 1     | 0      | 1         | 0     | 0 %        |
| Латвия               | 7     | 5      | 2         | 0     | 71 %       |
| Литва                | 2     | 0      | 2         | 0     | 0 %        |
| Люксембург           | 2     | 1      | 1         | 0     | 50 %       |
| Мальта               | 7     | 5      | 2         | 0     | 71 %       |
| Марокко              | 1     | 1      | 0         | 0     | 100 %      |
| Молдова              | 1     | 1      | 0         | 0     | 100 %      |
| Нидерланды           | 3     | 1      | 2         | 0     | 33 %       |
| Норвегия             | 1     | 1      | 0         | 0     | 100 %      |
| Польша               | 2     | 0      | 2         | 0     | 0 %        |
| Россия               | 2     | 1      | 0         | 1     | 50 %       |
| Сербия               | 1     | 1      | 0         | 0     | 100 %      |
| Словения             | 6     | 5      | 1         | 0     | 83 %       |
| Украина              | 4     | 1      | 3         | 0     | 25 %       |
| Чехия                | 3     | 1      | 2         | 0     | 33 %       |
| Швейцария            | 4     | 1      | 3         | 0     | 25 %       |
| Швеция               | 4     | 1      | 3         | 0     | 25 %       |
| Всего                | 84    | 50     | 30        | 4     | 60 %       |